# Herman Leonard
Herman Leonard (* 6. März 1923 in Allentown, Pennsylvania; † 14. August 2010 in Los Angeles, Kalifornien) war ein US-amerikanischer Fotograf, der als „The Eye of Jazz“ bekannt war für seine herausragenden Porträtfotos von prominenten Jazz-Musikern.

## Leben
Im Alter von neun Jahren wurde Herman Leonard Zeuge beim Abzug-Anfertigen eines Fotos und verfiel nach eigener Aussage dem Zauber dieser Kulturtechnik. Leonard ging an die einzige Hochschule, die damals einen Studiengang und akademischen Abschluss in Fotografie anbot. Er erwarb 1947 einen Bachelor of Fine Arts in Fotografie an der Ohio University. Dabei wurde seine College-Laufbahn unterbrochen von einer Einberufung zur US Army während des Zweiten Weltkrieges. Beim Militär diente er im „13. Mountain Medical Battalion“ als Medizintechniker und Anästhesist in Birma und kooperierte eng mit den nationalchinesischen Truppen Chiang Kai-sheks, die gegen die japanischen Invasionstruppen kämpften.
Seine Eltern Joseph Leonard und Rose Morrison waren rumänische Einwanderer, die aus der drittgrößten rumänischen Stadt Iași in die USA ausgewandert waren. Nach dem College-Abschluss ging Leonard ein Jahr lang beim Porträtfotografen Yousuf Karsh in die Lehre. Karsh verschaffte ihm wertvolle praktische Erfahrungen und technische Finessen, während sich Berühmtheiten wie Albert Einstein, Harry S. Truman und Martha Graham von ihm verewigen ließen.
Sein erstes eigenes Fotostudio eröffnete Leonard 1948 an der Adresse 220 Sullivan Street im New Yorker Stadtteil Greenwich Village. Freiberuflich arbeitete er für verschiedene Zeitschriften. Die Abende verbrachte er häufig in den Veranstaltungslokalen Royal Roost und später im Birdland, wo er die laufend auftretenden Jazzmusiker wie etwa Dexter Gordon, Charlie Parker, Dizzy Gillespie, Billie Holiday, Duke Ellington, Miles Davis und Weitere ablichtete. Die Anzahl der möglichen Aufnahmen waren zu jener Zeit technisch limitiert. Damals benutzte man noch Glasplatten-Negative. Leonard erhöhte die Sensitivität der Platten, indem er sie mit Quecksilber bedampfte.
Dem Interviewer Marc Myers verriet er, wie er die notwendigen Blitzlicht-Aufnahmen bekam, ohne die Musiker auf der Bühne stark zu stören und zu verärgern. Er platzierte einen Blitz genau neben den Scheinwerfer des Veranstalters und einen zweiten hinter die Auftretenden, und er löste selbst diese nur sparsam, und wenn es unbedingt notwendig wurde, während des Konzerts aus. Den Löwenanteil seiner Live-Aufnahmen schoss er während der Warmspielzeit und Proben der Musiker.
Nach Auftragsarbeiten für den Jazz-Verleger Norman Granz, der seine Fotos für die Albumhüllen nutzte, wurde Leonard 1956 von Marlon Brando als sein persönlicher Reise-Fotograf angestellt, um einen ausgedehnten Forschungsaufenthalt in Ostasien zu dokumentieren. Nach seiner Rückkehr zog er nach Paris, arbeitete als Auftragsfotograf der Mode- und Werbe-Branchen sowie als Europa-Korrespondent des Playboy. Leonards letzte Serie von Jazz-Porträtaufnahmen stammen aus dieser Periode.
1980 zog Leonard mit seiner Ehefrau Elisabeth und zwei Kindern, Shana and David, von Paris auf die Insel Ibiza, wo er in der Folge bis 1988 wohnte, als er schließlich nach London umzog. In der britischen Hauptstadt hatte Leonard seine erste große Retrospektive-Kunstausstellung. Diese von den „Special Photographers Company“ in Notting Hill organisierte Ausstellung wurde von mehr als zehntausend zahlenden Besuchern frequentiert. Die Werkschau tourte 1989 in die USA und Leonard zog kurzfristig nach San Francisco. Nach einer Ausstellung in der „Gallery for Fine Photography“ in New Orleans, verliebte er sich in diese Stadt und machte sie für die nächsten 14 Jahre zu seiner Wahlheimat, tauchte dabei ein in die lebhafte Jazz- und Blues-Szene der Küstenstadt.
Der Hurrikan Katrina zerstörte 2005 Leonards Wohnung und Atelier. Der Fotograf und seine Familie verlor viel Besitz, darunter Tausende von Abzügen, aber seine Negative waren gut geschützt in den Safes des Ogden Museum of Southern Art von New Orleans. Nach dem überstandenen Wirbelsturm Katrina zog Leonard nach Studio City bei Los Angeles in Kalifornien und baute sein Geschäft dort wieder auf, übernahm Aufträge von Musik- und Filmunternehmen und Zeitschriften.
Im Jahr 2006 war der damals 82-jährige Fotograf Protagonist des von BBC und Sundance Festival koproduzierten Dokumentarfilms Saving Jazz, das seinen Verlust und den Wiederaufbau seines Lebenswerks zum Thema hatte. Zwei Jahre später bekam Leonard als erster Fotograf überhaupt einen Grammy „Foundation Grant for Preservation and Archiving“, der ihm finanziell ermöglichte, seine nahezu 60.000 Jazz-Negative zu digitalisieren und zu katalogisieren.
Leonards Jazz-Fotografien, die mittlerweile zu Kunst-Sammlerstücken wurden, bilden eine bedeutende Dokumentation der Jazzszene der 1940er, 1950er und 1960er. Seine Werk-Sammlung liegt nun in den Archiven der „American Musical History“ im Smithsonian Museum von Washington, D.C. Im Jahr 2008 überreichte sein langjähriger persönlicher Freund Tony Bennett Leonard den „Lucie Award Achievement in Portraiture“ während einer feierlichen Zeremonie im Lincoln Center von New York City. Im Juni 2009 war Leonard Vortragsredner bei der Fotografie-Abschlussjahrgang der Ohio University, wo er auch ein Ehrendoktorat bekam. Zuletzt bekannt wurde, dass er im Januar 2010 an einem gemeinschaftlichen Projekt mit dem Musiker und Produzenten Lenny Kravitz arbeitete.
Der 87-Jährige verstarb 2010 im Cedars-Sinai Hospital in Los Angeles. Zahlreiche Nachrufe weltweit unterstrichen sein künstlerisches Renommee und die Anerkennung der gesamten westlichen Kulturwelt für diesen Wegbereiter der Jazz-Fotografie.

## Auszeichnungen
- 2009 Ehrendoktorat der Fotografie von der Ohio University
- 2009 Bruce Lundvall Award, Ernennung zum „official photographer“ des Montreal Jazz Festival[13]
- 2008 Lucie Award der Sparte „Achievement in Portraiture“ der Lucie Foundation, New York City
- 2004 „Lifetime Achievement Award“ des Magazins Down Beat
- 2000 Excellence in Photography Award von der US-amerikanischen Jazz Journalists Association[3]
- 1999 Milt Hinton Award for Excellence in Jazz Photography von der US-amerikanischen Jazz Photographer’s Association[3]
- 1995 Honorary Master of Science in Photography vom The Brooks Institute of Photography
- 1985 Prix du livre de jazz

## Rezeption
Zwei Dokumentarfilme in den 1990ern unterstrichen die Wertschätzung seines Lebenswerkes als historischer Jazz-Bildgestalter. Philippe Koechlin schuf 1995 für „Program 33“ und Canal Plus einen Dokumentarstreifen Lady Day über Billie Holliday, der auf Leonards historischen Aufnahmen basierte. Zwei Jahre später veröffentlichte die Louisiana Public Broadcasting Company einen Dokumentarfilm Frame After Frame, in dem Tony Bennett als Moderator Herman Leonards Schaffensgeschichte schilderte.
Mit dem Band The Jazz Image: Seeing Music through Herman Leonard’s Photography, das 2010 von der University Press of Mississippi veröffentlicht wurde, liegt ein erstes wissenschaftliches Werk über Leonards Lebenswerk vor. Angekündigt ist das Erscheinen des Bandes Jazz der Verlage Grove Atlantic (UK) und Bloomsbury (USA) im November 2010, das Leonards fotografisches Werk inklusive zahlreicher bislang nicht publizierter Aufnahmen allgemein zugänglich macht.
Leonards Arbeiten sind präsent in renommierten öffentlichen Sammlungen, darunter dem „Jazz at Lincoln Center“, New York City, dem Ogden Museum of Southern Art, New Orleans, und dem George Eastman House, New York City.

“Herman is my favorite artist of any technique, he’s a painter with his camera, and he makes it look so effortless. His timing is as great as any Charlie Parker solo or Lester Young or Count Basie beat. Herman’s work will live on and in 50 years from now, when the revolution is realized, jazz will be recognized for the truly great American art form it is.”

## Fotoband-Werke (Auswahl)
- Jazz Memories. Editions Filipacchi, Levallois-Perret 1995, ISBN 2-85018-247-8 (englisch/französisch)
- The Eye of Jazz. Viking, London 1989, ISBN 0-670-82771-1.